# Форд, Кеннет
Кеннет Уильям Форд (род. 1 мая 1926 года) — американский физик-теоретик, писатель, из Филадельфии, штат Пенсильвания. Он работал в Калифорнийском университете в Ирвине, а затем занимал пост президента Института горного дела и технологий Нью-Мексико (New Mexico Tech) и был исполнительным директором и генеральным директором Американского института физики.

## Биография
Родился в штате Флорида, в городке Вест-Палм-Бич. Некоторое время служил в ВМС.
В начале 1950-х годов участвовал в создании водородной бомбы. В конце 1950-х годов вместе с Джоном Арчибальдом Уилером проводил исследования возможности радужного рассеяния в квантовой механике. Использовал компьютерные программы для моделирования физических экспериментов.

## Сочинения
- Ford K. W., Wheeler J. A. Semiclassical description of scattering // Ann. of Phys. 7 (1959) 259—286 (reprinted in Ann. of Phys. 281 (2000) 608—635).
- Ford K. W., Wheeler J. A. Application of semiclassical scattering analysis // Ann. of Phys. 7 (1959) 287—322.
- «Квантовый мир: квантовая физика для всех».
- Мир элементарных частиц. 1965